# پاتو هافمن
پاتو هافمن (به انگلیسی: Pato Hoffmann) (زاده ۲۳ اوت ۱۹۵۶) بازیگر بولیویایی است.
از فیلم‌های معروف او می‌توان به بازی در فیلم جرونیمو: یک افسانه آمریکایی اشاره کرد.